# Língua jaqaru
Jaqaru (Haq'aru) é uma língua Aimará. É também chamada Jaqi e Aru. É falada nos distritos Tupe e Catahuasi em Yauyos (província), Lima, Peru. A maioria das 2 mil pessoas da etnia Jaqaru migrou para Lima.
Kawki, um dialeto divergente, é falado  em comunidades nas cercanias de Cachuy, Canchán, Caipán e Chavín por um poucos idosos (9 em  2005). Hardman observou que enquanto Jaqaru e Kawki tenham um certo grau de inteligibilidade recíproca, falantes de ambas não conseguem entender a outra língua ao ouvir fitas gravadas. Nos poucos casos de casamentos entre falantes de Kawki e Jaqaru, a língua no lar é o espanhol, aliás, a língua mais frequente nas famílias Jaqaru e Kawki. A análise histórica mostra que as duas línguas estavam sem contato por um período.

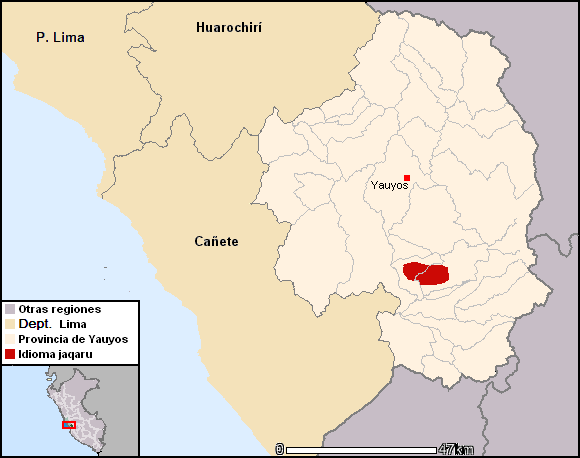
Distribuição dos Jaqarus (vermelho)

Existem diferenças claras entre Jaqaru e Kawki em relação à morfologia. Jaqaru tem dez pessoas na conjugação verbal, enquanto Kawki tem apenas nove, pois devido a um caso de homofonia em que Kawki manteve a distinção semântica entre dois marcadores de pessoas diferentes, mas perdeu a distinção de forma entre os dois. Além disso, a harmonia da vogal regressiva está presente em todo o sistema de pessoas do verbo em Jaqaru, mas não aparece em Kawki. O Kawki é fonologicamente diferenciado de Jaqaru em seu sistema de vogais. Jaqaru contém seis vogais - três de extensão regular e três curtas, enquanto Kawki tem apenas as três vogais de comprimento regular.

## Fonologia

### Vogais
Jaqaru tem três vogais fonêmicas /a i u/, que distinguem dois graus de extensão. As longas são indicadas na grafia como: /a: i: u:/.

### Consoantes
|             |           | Bilabial | Dental/                                      | Alveolar                        | Postalveolar                | Palatal | Velar | Uvular |
| ----------- | --------- | -------- | -------------------------------------------- | ------------------------------- | --------------------------- | ------- | ----- | ------ |
| Nasal       | Nasal     | m        | n                                            |                                 | ɲ                           | ŋ       |       |        |
| Plosiva     |           | p        | t tʲ t͡s                                      | ʈ                               | c                           | k       | q     |        |
| Plosiva     | Aspirada  | pʰ       | tʰ tʲʰ t͡sʰ                                   | ʈʰ                              | cʰ                          | kʰ      | qʰ    |        |
| Plosiva     | Ejetiva   | pʼ       | tʼ tʲ'                                       | Alveolar ejetiva africada (t͡sʼ) | ʈʼ                          | c'      | kʼ    | qʼ     |
| Fricativa   | Fricativa |          | s                                            |                                 | Fricativa palatal lênis (ç) | x       |       |        |
| Aproximante | Central   |          |                                              |                                 | j                           | w       |       |        |
| Aproximante | lateral   |          | l                                            |                                 | ʎ                           |         |       |        |
| Vibrante    | Vibrante  |          | Dental, alveolar vibrante post-alveolar (ɾ)] |                                 |                             |         |       |        |

## Sintaxe
A sintaxe em Jaqaru consiste principalmente de um sistema de sufixos de sentença. Estes sufixos indicam o tipo de frase (interrogativo, declarativo, etc.) Os sufixos podem e muitas vezes ocorrem mais de um por sentença, marcando o tipo de sentença e criando construções complexas. Simplificando, para que as frases sejam gramaticais em Jaqaru, elas devem ser inflexas. As palavras morfológicas e as frases sintáticas que não contêm um sufixo de sentença são julgadas por falantes nativos como não programáticos e para alguns, impossíveis de dizer (Hardman, 2000).

### Sufixos
Os sufixos de sentenças ocorrem após todos os outros processos morfológicos e podem ocorrer em quaisquer palavras morfológicas ou frases sintáticas. A natureza dos sufixos de sentenças permite a liberdade de ordem de palavras e criatividade na construção de sentenças, útil aos contadores de histórias (Hardman, 2000).
Existem sete classes de sufixos de sentenças em Jaqaru, listados abaixo:
Ordem de classes de sufixos de sentenças (Hardman, 2000: 92)
- I—Temporal: -kasa (completivo) e -ra (continuativo)
- II—Agregacional: -rk"a (aditivo) e -sk"a (sequencial)
- III—Categorizador: -sa (informação), -txi (negativo; sim/não), -wa (PK—conhecimento pessoal), -qa (atenuador; tópico), and -psa (agregacional)
- IV—KTL (de ouvir falar): -mna ('diz-se')
- V—Surpresa: -ja (retórica)
- VI—Enfático: -illi ('é mesmo!")
- VII—FinalDS: -ashi ('pode ser') and -ishi ('lembre')

Esses sufixos podem ocorrer em combinação com palavras e a maioria dos sufixos de Classe”I” raramente aparecem sem outro sufixo em uma palavra morfológica. As classes II, III e IV ocorrem com maior frequência e são consideradas o núcleo da inflexão sintática. É teoricamente possível que todos os sufixos de sentença ocorram em uma frase, mas nunca foi encontrado em nenhum caso. No final do ano 2000, no máximo, foram encontrados sufixos de três ou quatro sentenças, porque muitos sufixos morfológicos também podem ser empilhados, as palavras sintáticas frequentemente carregam até sete ou oito sufixos (Hardman, 2000).

### Frases
Ao contrário da sequência entre orações de uma frase, dentro de frases, nenhuma uma ordem de palavras fixa é preferida ou obrigatória. Dois tipos principais de frases ocorrem em Jaqaru: frases nominais e frases verbais.
Frases nominais. Existem três tipos de frases nominais: frases modificadoras, frases numéricas e frases possessivas. As frases modificadoras consistem em um substantivo principal precedido de um ou mais substantivos de modificação, o que é marcado por queda de vogais. Os números em Jaqaru estão em uma escala base de dez. As frases numéricas são cuidadosamente encomendadas para construir números maiores usando multiplicadores de 10, 100 e 1000. A ordem de frases numéricas é: número x multiplicador + número. As frases possessivas neutras e não marcadas seguem uma ordem específica: o possuidor + -na + possui + um dos quatro sufijos possessivos pessoais (Hardman, 2000).
Frases verbais. As frases verbais em Jaqaru são raras e nunca consistem em mais de duas partes. Existem quatro tipos de ordem fixa: a frase cuidadosa, a frase facultativa, a frase de esforço e a frase OV (modificador de queda de vogais + raiz do verbo). Os verbos podem ser adicionalmente modificados por um modificador quantificador (Hardman, 2000).

### Partículas
Existem três tipos de partículas em Jaqaru: negativos, saudações e alguns especiais. Três partículas são usadas para negação: negativo imperativo, princípio negativo e negativo subordinado. Quatro saudações são usadas em Jaqaru para abordar as pessoas, que marcam o sexo do falante e do destinatário e não possuem qualquer sufixo de qualquer tipo. Quatro partículas especiais não tomam sufixos e compreendem enunciados em si mesmos: Jira ("vamos"), Jalli ("Eu não sei, poderia ser"), Wala ("Continue, vá embora, adeus"). , e Chiku ("Eu vou, vou embora, tchau") (Hardman, 2000: 115).

## Morfologia
A morfologia de Jaqaru é extremamente complexa. A maioria das informações gramaticais em Jaqaru é realizada na morfologia. O sistema básico da pessoa é composto por quatro pessoas. No sistema do verbo, essas quatro pessoas são expandidas para uma conjugação de dez marcadores de caracteres gramaticais, cada um marcando assunto e objeto em um único sufixo. Também característico da morfologia de Jaqaru (e de todas as línguas de Jaqi) é o uso de vogal extensivo que cai para a marcação gramatical. As regras que restringem a queda de vogais são extensas e podem ser condicionadas por coisas como a identidade de morfemas, seqüências de morfemas, requisitos sintáticos, alguns requisitos fonológicos e requisitos de sufixo. (Hardman, 2000).
As classes de formulário primário são raiz e sufixo. As classes de raiz são verbo, substantivo e partícula; As classes de sufixos são nominais, verbais, temáticas e sentenças.
A marcação de fonte de dados é refletida em cada frase do idioma. As três principais categorias gramaticais de fonte de dados são:
1. conhecimento pessoal (PK)—refere-se tipicamente as olhar
2. conhecimento por conhecimento não pessoal (NPK)-- usado para todos os mitos, histórias de mais tempo do que qualquer memória viva, histórias e não envolvimento do falante na situação atual (Hardman, 2000)

### Substantivos
A morfologia nominal envolve sufixos, com dois tipos de sufixos nominais: posse e modificação. Os sufixos de substantivos consistem em dois tipos. Um conjunto com uma interação de substantivos com o resto da frase (há 10 : 4 possessivos, 5 direcionais e 1 marcador de objeto). Todos os outros sufixos nominais funcionam para criar complexas formas (Hardman, 2000).
A morfologia nominal é um paradigma de quatro pessoas que gravam a relação com a segunda pessoa com o enunciado. Por isso, a primeira pessoa exclui o destinatário. A segunda pessoa exclui o falante. A terceira pessoa exclui tanto o falante como o destinatário, e é usado para instâncias não marcadas ou nulas. Uma quarta pessoa marca um inclusão do falante e do destinatário (Hardman, 2000).

### Verbos
A morfologia verbal em Jaqaru é extremamente complexa, tanto em inflexões quanto em derivações. Uma grande parte do trabalho gramatical da linguagem é feita dentro do sistema morfológico verbal. O paradigma padrão é de dez pessoas, que definem as relações entre as quatro pessoas básicas (Hardman, 2000, 56):
- 2›2p: não
- 2›1p: -uta, -utumata, e -utusama
- 2›4p: -ushta, -ushtumata, e -ushtusama
- 2›3p: -ta, -mata, e -sama

- 1›2p: -imi, -mama e -shtama
- 1›1p: não
- 1›4p: não
- 1›3p: -t"a, -nha, e -sa

- 4›2p: não
- 4›1p: não
- 4›4p: não
- 4›3p: -tana, -tana, e -sana

- 3›2p: -tama, -matama, e -masama
- 3›1p: -utu, -utuni, e -utusp"a
- 3›4p: -ushtu, -ushtuni, e -ushtusp"a
- 3›3p: -i, -ni, e -sp"a

Em Jaqaru (e todas as outras línguas Jaqi), o vínculo entre objeto e sujeito é de união; eles não são separáveis morfologicamente, e a conjugação requer especificação simultânea de ambos como uma unidade. Os verbos são conjugados em dois conjuntos: um para cláusulas principais com dez tempos verbais e um para cláusulas subordinadas com doze tempos. Os verbos geralmente consistem em um mínimo de três morfemas. No entanto, os verbos típicos consistem em muitos mais (Hardman, 2000).